# Bernd Siegmundt
Bernd Siegmundt (* vor 1965 in der DDR) ist ein ehemaliger deutscher Kinderdarsteller.
Siegmundt war in den 1960er Jahren im Alter von 11 Jahren im Fernsehen der DDR zu sehen. In der deutschen Fernsehserie Aus dem Tagebuch eines Minderjährigen erlangte er als Heinz große Popularität, an der Seite von Jochen Thomas und Helga Raumer.
Weitere Film- und Serienrollen Siegmundts sind nicht nachgewiesen. Biografische Informationen zu Bernd Siegmundt sind nicht bekannt.

## Filmografie
- 1965: Aus dem Tagebuch eines Minderjährigen [insg. 7 Episoden]